# Londonistan: How Britain is Creating a Terror State Within
Londonistan: How Britain is Creating a Terror State Within (« Londonistan : comment la Grande-Bretagne crée un État terroriste sur son sol ») est un essai de la journaliste britannique Melanie Phillips (en) publié en 2006 par Encounter Books (en). Il traite de la propagation de l'islamisme au Royaume-Uni à partir de la fin des années 1980.

## Propos
Cet essai est une critique du multiculturalisme, d'un maintien de l'ordre jugé insuffisant, du relativisme culturel et de ce que Phillips appelle une « culture victime ». Philipps affirme que ces éléments ont permis à Londres de devenir un vivier du terrorisme islamiste. Elle pointe notamment l'importance d'individus et de groupes londoniens dans l'organisation d'actes terroristes dans le monde, qui serait due à un « contrat » tacite « sur la sécurité » entre les islamistes et les autorités britanniques. L'auteur fait référence entre autres aux terroristes Zacarias Moussaoui et Richard Reid.

## Accueil critique
D'après Kenan Malik (en) du journal The Independant, les arguments de Phillips partagent des similitudes frappantes avec ceux des islamistes : « Tous deux soutiennent que nous sommes dans une guerre religieuse mondiale entre les forces du bien et du mal. Tous deux croient que seule la religion peut permettre de freiner la décadence et d'instaurer un cadre moral convenable. Tous deux abhorrent la montée de l'humanisme laïc. Tous deux voient la Grande-Bretagne comme une culture débauchée et désordonnée de la satisfaction immédiate, avec des familles qui se désagrègent, des enfants sauvages et la violence, la misère et la vulgarité dans les rues. »
En revanche, dans le magazine The American Conservative, l'écrivain Theodore Dalrymple affirme que « la journaliste britannique Melanie Phillips ne rend pas seulement compte de la formation et la montée des groupes extrémistes musulmans à Londres, mais aussi de l'incompétence administrative et de la faiblesse culturelle qui ont permis à cela de se produire. La pusillanimité qu'elle décrit serait drôle si elle n'était pas aussi profondément inquiétante. »
Dans The Daily Telegraph, l'historien et écrivain Michael Burleigh (en) affirme que ce livre ne pouvait être plus « actuel » et félicite son auteur pour ses « idées sensées ».